# Home Nations
     Inghilterra
     Irlanda del Nord
     Scozia
     Galles
Home Nations è il termine usato nel Regno Unito per riferirsi alle quattro nazioni costitutive del paese come entità separate e distinte tra loro. Occasionalmente si usa il termine Home Countries al posto di Home Nations.
Le Home Nations sono:

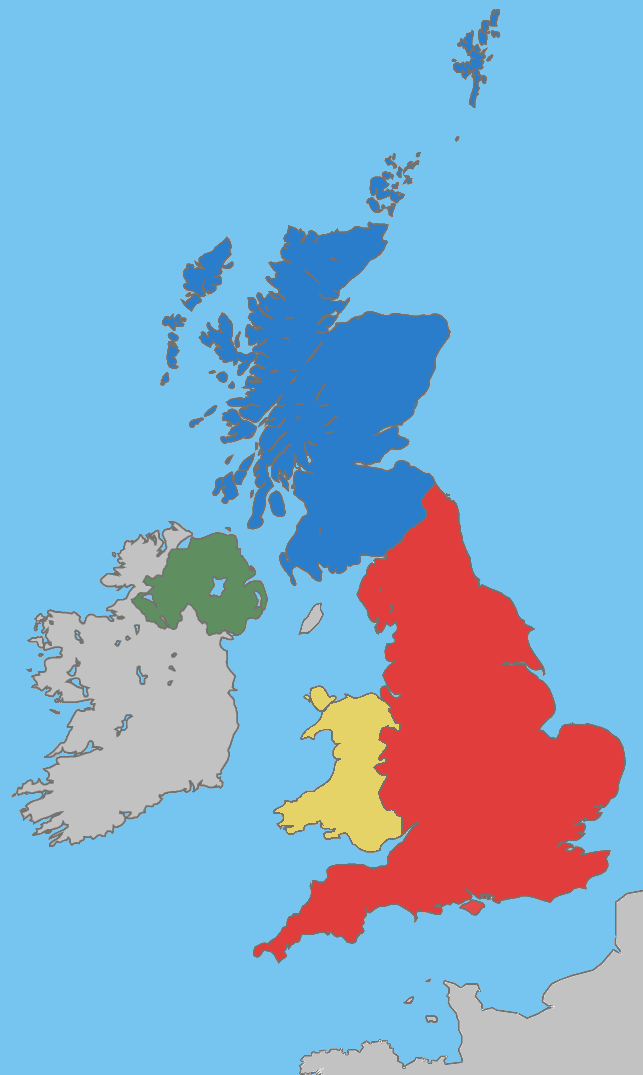
Una mappa raffigurante le Home Nations del Regno Unito
Inghilterra
Irlanda del Nord
Scozia
Galles

I media britannici usano frequentemente il termine Home Nations considerando tra queste l'intera isola d'Irlanda, soprattutto durante gli eventi sportivi dove essa è rappresentata in maniera unica, come nel rugby, sebbene la Repubblica d'Irlanda non faccia parte del Regno Unito. Essa ha un rapporto molto stretto con lo sport britannico: gli eventi sportivi irlandesi infatti sono seguiti costantemente dalle maggiori televisioni britanniche e lo stesso fanno i media irlandesi nei confronti, per esempio, di Premier League e English Premiership.

## Nello sport
Il termine Home Nations è usato negli eventi sportivi in cui ognuna delle nazioni britanniche è presente con una propria rappresentativa, come nel Sei Nazioni di rugby XV o nell'ormai disciolto Torneo Interbritannico di calcio.
Tra il 1883 e il 1909 l'attuale Sei Nazioni era disputato tra Inghilterra, Irlanda, Scozia e Galles ed era conosciuto come Home Nations Championship. In seguito, vi vennero ammesse anche Francia (nel 1932) e Italia (nel 2000). Benché nel 1922 l'Irlanda fu divisa in due (Irlanda del Nord e Stato Libero d'Irlanda, dal 1949 Repubblica d'Irlanda) una sola rappresentativa continuò, e continua, a rappresentare l'intera isola nel torneo, e vi è un trofeo destinato alla Home nation che nel torneo va meglio rispetto alle altre, la Triple Crown. Sempre nel rugby ci si riferisce alle quattro federazioni britanniche con il termine "Home Union".
Nel calcio il Torneo Interbritannico (in inglese British Home Championship o Home International Championship) era una competizione annuale tra le quattro rappresentative britanniche di Inghilterra, Scozia, Galles e Irlanda (più tardi Irlanda del Nord) disputatesi nei periodi 1884-1914, 1919-1939, 1946-1984.
Altri sport nei quali è utilizzata la definizione di Home Nations sono pugilato, cricket, curling, ciclismo, sport per disabili, scherma, hockey, golf, alpinismo, canottaggio, rugby XIII, sci, nuoto e tennis.
Il termine è anche usato per indicare le sette rappresentative (Inghilterra, Irlanda del Nord, Scozia, Galles, Isola di Man, Jersey e Guernsey) delle isole britanniche che partecipano ai Giochi del Commonwealth.